# ふるさとチョイス
ふるさとチョイスは、ふるさと納税のポータルサイト。「お礼の品」や「地域」、「使い道」などから寄付先の自治体を探すことができる。
後述するガバメントクラウドファンディングや災害支援など、返礼品にとらわれない寄付のあり方も提案している。

## 概要
2012年9月、国内初となる全国の自治体情報を集約したポータルサイトとしてトラストバンクがふるさとチョイスを開設。ふるさと納税についての認知・利用は年々高まり、2021年度の他のポータルサイト経由も含めたふるさと納税受入額は過去最高の約8302億円となり、市場が急成長した。

## 沿革
- 2012年4月 - トラストバンク設立。
- 2012年9月 - 国内最大のふるさと納税総合サイトへと発展する「ふるさとチョイス」がオープン。
- 2013年9月 - ふるさと納税を活用しクラウドファンディング型で寄付を募る「ガバメントクラウドファンディング®（GCF®）」の提供を開始。
- 2014年9月 - ふるさと納税を活用し、被災地支援の寄付を募る「ふるさとチョイス 災害支援」の提供を開始。
- 2015年9月 - 全国の自治体が一堂に集結し、地域と寄付者をつなぐイベント「ふるさとチョイス大感謝祭」を初開催。
- 2016年4月 - 被災していない自治体が、被災自治体に代わりふるさと納税の寄付を受け付ける「代理寄付」の仕組みを開始。
- 2016年7月 - その場で相談・寄付ができる日本唯一のふるさと納税リアル店舗「ふるさとチョイスCafé」がオープン[注釈 1]。
- 2016年11月 - ふるさと納税で地域活性に寄与している自治体を表彰するイベント「ふるさとチョイスアワード」を本格開催。
- 2017年7月 - 全国約120名の首長が参加の「ふるさと納税全国首長会議」を開催。
- 2018年7月 - 「ふるさとチョイス災害支援」で、災害時に即座で寄付受け付けを開始する仕組み「即時受付」を開始。
- 2018年9月 - 複数の自治体で共通の課題を提示し、資金調達をおこなう「広域連携ガバメントクラウドファンディング」を開始／自動継続寄付が可能な「ふるさとマンスリーサポーター」の提供を開始。
- 2019年4月 - 外国籍・海外在住者が自治体へ寄付を行える英語版サイト「外国語寄付」がオープン。
- 2020年4月 - 自治体と企業のパートナーシップ構築機会をつくる「企業版ふるさと納税事業」を本格展開。
- 2020年5月 - 全国自治体職員の学び場「トラストバンクアカデミア」を開講／特別定額給付金を資金的支援を必要としている企業・団体へ届ける「コロナ給付金寄付プロジェクト」を開始。

## 関連サービス

### ガバメントクラウドファンディング
ガバメントクラウドファンディングとは、ふるさとチョイスがふるさと納税制度を活用して行うクラウドファンディング。自治体が抱える問題解決のため、ふるさと納税の寄付金の「使い道」をより具体的にプロジェクト化し、そのプロジェクトに共感した方から寄付を募る仕組み。
サービス名をガバメント（政府の）クラウドファンディングと名付けた由来は、地方自治体（ローカルガバメント）が同じ課題を抱え、その課題解決のために広域でそのプロジェクトを行なった場合、政府（ガバメント）が行うような大きな課題解決ができるとの考えから。
ふるさと納税を活用して、全国の自治体が共通して抱える課題に対し、複数自治体が連携して寄付を募る「広域連携 ガバメントクラウドファンディング®」もある。
複数自治体が連携することで、地域課題への取り組みから日本が抱える大きな課題にも向かうことができるようになり、寄付は日本の課題解決に向けた自治体の取り組みに活用される。

### 災害支援
被災した地域の自治体が寄付金や物資などの支援を募るための支援プロジェクトを立ち上げることができ、支援プロジェクトを通じて寄せられた支援は、災害対応や復興のために役立てられる。自治体は、運営元のトラストバンクにサイト利用手数料を支払うことなく、災害支援の寄付金を受け取ることができる。
2014年のサービス開始より500を超える自治体が利用し、支援プロジェクトを通じて寄せられた災害支援の寄付金総額は2022年4月1日時点で80億円を超える。
沖縄のシンボル「首里城」再建支援プロジェクトでは、9億円を超える寄付金を集めた。

### 企業版ふるさとチョイス
2020年4月より本格展開。2016年4月、内閣府によって創設された「企業版ふるさと納税制度」に基づき、内閣府に「地域再生計画」として認可された、自治体作成の地方創生に係る事業を掲載している。

### ふるさと納税払い チョイスPay
2022年9月1日に提供開始されたサービス。従来は寄付先の宿泊施設や飲食店、レジャー体験などに利用できる「ふるさとチョイス電子感謝券」を提供していたが、アンテナショップや物産展などリアルの場で特産品と交換できるサービスを拡充しふるさと納税による決済サービスとして、リニューアルした。
「チョイスPay」（旧「ふるさとチョイス 電子感謝券」）は、トラストバンクが2018年5月に電子化された感謝券として全国で初めて提供を開始。寄付金額の3割以下のポイント（例： 1万円の寄付に対して3千円相当以下のポイント）が付与される仕組みで、寄付金額に応じたポイントを受け取ることができる。ポイントは、自治体が指定する加盟店舗での宿泊や食事などの支払いを、QRコード決済として利用できる。

## 取り組み

### ふるさとチョイスAWARD
ふるさとチョイスAWARDは、2016年11月から本格開催された、地域で頑張る「人」にスポットを当て、ふるさと納税の裏側で起きたストーリーや地域の人の熱い想いを表彰する年に一度のイベント。
2022年に実施されたアワードでは、132件のエントリーが全国から寄せられた・

### ふるさとチョイス大感謝祭

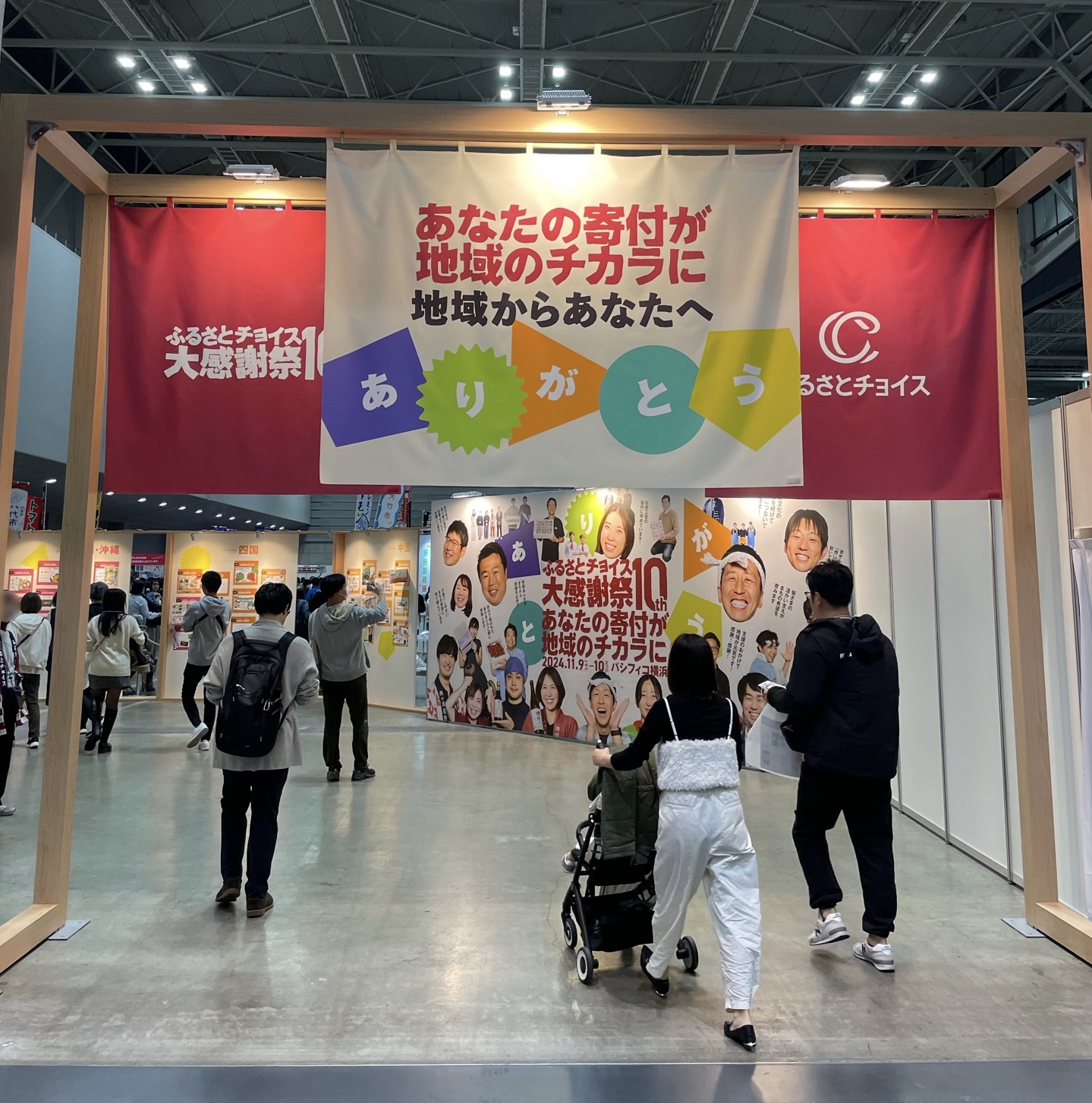
ふるさとチョイス大感謝祭10周年会場入り口

ふるさとチョイス大感謝祭は、2014年9月から始まった、自治体や地域の事業者・生産者が寄付者に感謝を伝える日本最大級のふるさと納税イベント。第6回と7回は新型コロナ感染拡大の影響を受け、オンライン開催された。2022年に開催された第8回はパシフィコ横浜で行われ、100を超える自治体と、約1万人の来場者が参加した。